# Самландский диалект

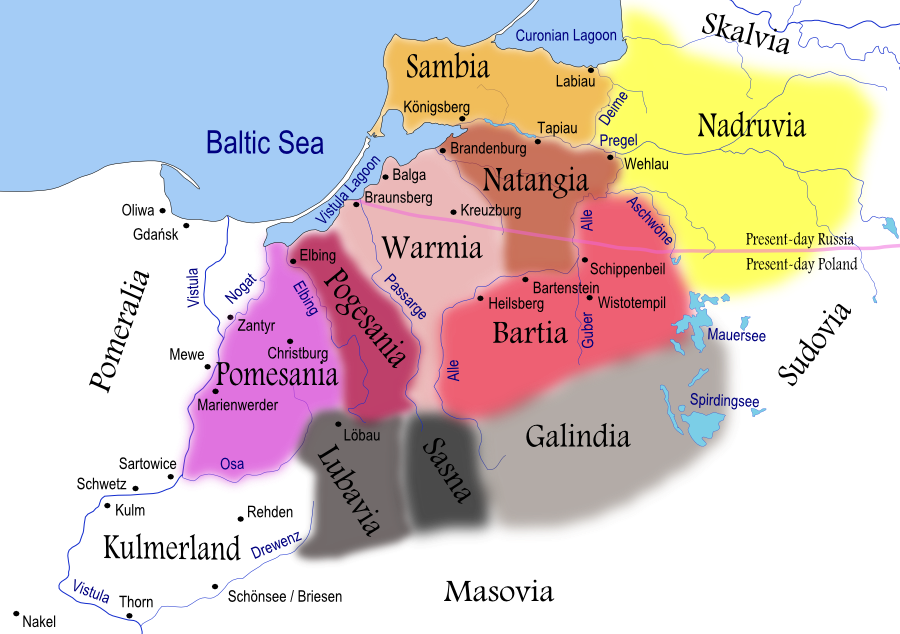
Оранжевым цветом обозначено распространение самландского диалекта

Самландский диалект или самбийский диалект — один из двух диалектов прусского языка, распространённый в исторической области Самбия (восточный, район Кёнигсберга). Самландский диалект, как и прусский язык в целом, считается мёртвым.

## Область распространения
В настоящее время ареал диалекта лежит в пределах Калининградской области России и занимает территории Гвардейского, Гурьевского, Зеленоградского и Полесского районов, а также городов областного значения Балтийска, Калининграда, Пионерского, Светлого, Светлогорска и посёлка городского типа областного значения Янтарного.